# Soufiane Rahimi
Soufiane Rahimi (in arabo 	سفيان رحيمي‎?; Casablanca, 2 giugno 1996) è un calciatore marocchino, attaccante dell'Al-Ain e della nazionale marocchina.

## Biografia
È fratello maggiore di Houssine Rahimi.

## Caratteristiche tecniche
È un attaccante che nel proprio gioco combina potenza e reattività trovando la sua posizione come ala o esterno offensivo. Rahimi si presta anche come "uomo-assist" e sa calciare con potenza oltre a saper tirare bene con entrambi i piedi. Non solo è abile nel saper trasformare i rigori ma in alcune circostanze si è rivelato capace di segnare pure tirando di punizione.

## Carriera

### Club

#### Raja Casablanca e Étoile de Casablanca
Cresciuto nel settore giovanile del Raja Casablanca, inizia la propria carriera nella stagione 2017-2018, in prestito all'Étoile de Casablanca. Debutta con la prima squadra del Raja Casablanca nella Coppa della Confederazione CAF (riuscendo anche a vincerla) il 18 luglio 2018 nella partita contro il ASEC Mimosas dove Rahimi subisce un fallo da rigore permettendo così al proprio compagno Mahmoud Benhalib di segnare dagli undici metri il gol del 1-0 vincendo, sempre nel campionato continentale segna la sua prima rete nella schiacciante vittoria per 6-0 contro l'Aduana Stars, nella partita successiva sigla un altro gol battendo per 2-1 il CARA Brazzaville. Vince l'edizione 2019-2020 del campionato marocchino, Rahimi segna una rete contro l'Hassania, l'OC Khouribga e il Raja Beni Mellal vincendo per 2-1 tutti e tre i match, realizza una doppietta nella sconfitta per 3-2 contro il Youssoufia Berrechid e nel pareggio per 2-2 contro il RS Berkane. Vince anche l'edizione 2020-2021 della Coppa della Confederazione, sigla il gol del 1-0 sconfiggendo il Namungo, segna un rigore nella vittoria per 2-0 contro il Nkana, è autore della rete del 3-0 battendo il Pyramids, un altro gol riesce a segnarlo contro l'Orlando Pirates con una vittoria per 4-0, l'ultima rete la segna in finale contro il Kabylie vincendo per 2-1.

#### Al-Ain
Si trasferisce negli Emirati Arabi Uniti giocando con l'Al-Ain, vincendo l'edizione 2021-2022, segnando otto gol, sigla una rete sia contro l'Ittihad Kalba che contro il Khor Fakkan vincendo per 4-1 entrambe le partite, riesce a segnare una rete battendo l'Al-Jariza per 5-1, il suo gol decide la vittoria su 1-0 contro il Al Dhafra, l'ultima rete in campionato la segna nella vittoria per 4-0 sconfiggendo l'Ajman. Conquista la vittoria della Champions League asiatica dove Rahimi con 13 gol si aggiudica il titolo di miglior marcatore, nella semifinale realizza una tripletta battendo l'Al-Hilal per 4-2, e con due reti a un assist vincente contribuisce alla vittoria su 5-1 in finale contro lo Yokohama F·Marinos.

### Nazionale
Il 18 gennaio 2021 debutta nella nazionale marocchina giocando l'incontro del Campionato delle Nazioni Africane vinto 1-0 contro il Togo. Al termine della competizione, vinta dal Marocco, si laurea capocannoniere con cinque reti segnate e viene nominato miglior giocatore del torneo, prima con una doppietta prevalendo per 5-2 contro l'Uganda, segna un gol contro lo Zambia vincendo per 3-1 e infine segna due reti contro il Camerun prevalendo per 4-0.
Viene convocato come fuori quota per giocare con la nazionale olimpica partecipando ai giochi di Parigi 2024 realizza otto gol, metà su calci di rigore: segna la doppietta che consegna la vittoria su 2-1 contro l'Argentina, realizza un gol dal dischetto nella sconfitta per 2-1 contro l'Ucraina, è autore di una rete nella vittoria per 3-0 ai danni dell'Iraq, nei quarti di finale segna un gol contro gli Stati Uniti vincendo per 4-0, nella semifinale riesce a mettere a segno un rigore permettendo alla squadra di passare in vantaggio contro la Spagna che però vince in rimonata per 2-1, l'ultima partita è contro l'Egitto valida per la medaglia di bronzo che per la prima volta nella storia viene conquistata dal Marocco, Rahimi con due gol contribuisce alla goleada che vede la propria squadra come vincitrice per 6-0 ottenendo il titolo di capocannoniere.

## Statistiche

### Presenze e reti nei club
Statistiche aggiornate al 3 giugno 2025.
| Stagione               | Squadra                | Campionato             | Campionato | Campionato | Coppe nazionali | Coppe nazionali | Coppe nazionali | Coppe continentali | Coppe continentali | Coppe continentali | Altre coppe | Altre coppe | Altre coppe | Totale | Totale |
| Stagione               | Squadra                | Comp                   | Pres       | Reti       | Comp            | Pres            | Reti            | Comp               | Pres               | Reti               | Comp        | Pres        | Reti        | Pres   | Reti   |
| ---------------------- | ---------------------- | ---------------------- | ---------- | ---------- | --------------- | --------------- | --------------- | ------------------ | ------------------ | ------------------ | ----------- | ----------- | ----------- | ------ | ------ |
| 2017-2018              | Etoile de Casablanca   | CN                     | 28         | 17         | -               | -               | -               | -                  | -                  | -                  | -           | -           | -           | 28     | 17     |
| 2018-2019              | Raja Casablanca        | B1                     | 26         | 6          | CT+CT           | 4+1             | 0+0             | CCC+CCC            | 10+10              | 4+1                | SC+CdC      | 1+2         | 0+0         | 54     | 11     |
| 2019-2020              | Raja Casablanca        | B1                     | 28         | 10         | -               | -               | -               | CCL                | 11                 | 2                  | CmC         | 5           | 0           | 44     | 12     |
| 2020-2021              | Raja Casablanca        | B1                     | 29         | 14         | CT              | 2               | 0               | CCL+CCC            | 2+11               | 0+5                | CmC         | 2           | 1           | 46     | 20     |
| Totale Raja Casablanca | Totale Raja Casablanca | Totale Raja Casablanca | 83         | 30         |                 | 7               | 0               |                    | 44                 | 12                 |             | 10          | 1           | 144    | 43     |
| 2021-2022              | Al-Ain                 | PL                     | 23         | 8          | PC+CdL          | 1+6             | 0+1             | -                  | -                  | -                  | -           | -           | -           | 30     | 9      |
| 2022-2023              | Al-Ain                 | PL                     | 26         | 11         | PC+CdL          | 6+5             | 0+3             | -                  | -                  | -                  | SUAE        | 1           | 0           | 38     | 14     |
| 2023-2024              | Al-Ain                 | PL                     | 18         | 8          | PC+CdL          | 2+7             | 0+2             | ACL                | 13                 | 13                 | -           | -           | -           | 40     | 23     |
| 2024-2025              | Al-Ain                 | PL                     | 26         | 11         | PC+CdL          | 1+2             | 0+1             | ACL                | 7                  | 5                  | CI+CmC      | 2+0         | 2+0         | 38     | 19     |
| Totale Al Ain          | Totale Al Ain          | Totale Al Ain          | 103        | 38         |                 | 30              | 7               |                    | 20                 | 18                 |             | 3           | 2           | 156    | 65     |
| Totale carriera        | Totale carriera        | Totale carriera        | 214        | 85         |                 | 37              | 7               |                    | 64                 | 30                 |             | 13          | 3           | 328    | 125    |

### Cronologia presenze e reti in nazionale
| Cronologia completa delle presenze e delle reti in nazionale ― Marocco | Cronologia completa delle presenze e delle reti in nazionale ― Marocco | Cronologia completa delle presenze e delle reti in nazionale ― Marocco | Cronologia completa delle presenze e delle reti in nazionale ― Marocco | Cronologia completa delle presenze e delle reti in nazionale ― Marocco | Cronologia completa delle presenze e delle reti in nazionale ― Marocco | Cronologia completa delle presenze e delle reti in nazionale ― Marocco | Cronologia completa delle presenze e delle reti in nazionale ― Marocco |
| Data                                                                   | Città                                                                  | In casa                                                                | Risultato                                                              | Ospiti                                                                 | Competizione                                                           | Reti                                                                   | Note                                                                   |
| ---------------------------------------------------------------------- | ---------------------------------------------------------------------- | ---------------------------------------------------------------------- | ---------------------------------------------------------------------- | ---------------------------------------------------------------------- | ---------------------------------------------------------------------- | ---------------------------------------------------------------------- | ---------------------------------------------------------------------- |
| 18-1-2021                                                              | Douala                                                                 | Marocco                                                                | 1 – 0                                                                  | Togo                                                                   | Campionato delle Nazioni Africane 2020 - 1º turno                      | -                                                                      | 85’                                                                    |
| 22-1-2021                                                              | Douala                                                                 | Marocco                                                                | 0 – 0                                                                  | Ruanda                                                                 | Campionato delle Nazioni Africane 2020 - 1º turno                      | -                                                                      | 88’                                                                    |
| 26-1-2021                                                              | Douala                                                                 | Uganda                                                                 | 2 – 5                                                                  | Marocco                                                                | Campionato delle Nazioni Africane 2020 - 1º turno                      | 2                                                                      |                                                                        |
| 31-1-2021                                                              | Douala                                                                 | Marocco                                                                | 3 – 1                                                                  | Zambia                                                                 | Campionato delle Nazioni Africane 2020 - Quarti di finale              | 1                                                                      | 73’                                                                    |
| 3-2-2021                                                               | Limbé                                                                  | Camerun                                                                | 0 – 4                                                                  | Marocco                                                                | Campionato delle Nazioni Africane 2020 - Semifinale                    | 2                                                                      | 86’                                                                    |
| 7-2-2021                                                               | Yaoundé                                                                | Mali                                                                   | 0 – 2                                                                  | Marocco                                                                | Campionato delle Nazioni Africane 2020 - Finale                        | -                                                                      |                                                                        |
| 26-3-2021                                                              | Nouakchott                                                             | Mauritania                                                             | 0 – 0                                                                  | Marocco                                                                | Qual. Coppa d'Africa 2021                                              | -                                                                      | 88’                                                                    |
| 12-6-2021                                                              | Rabat                                                                  | Marocco                                                                | 1 – 0                                                                  | Burkina Faso                                                           | Amichevole                                                             | -                                                                      | 61’                                                                    |
| 1-12-2021                                                              | Al Wakrah                                                              | Marocco                                                                | 4 – 0                                                                  | Palestina                                                              | Coppa araba FIFA 2021 - 1º turno                                       | -                                                                      | 72’                                                                    |
| 4-12-2021                                                              | Ar Rayyan                                                              | Giordania                                                              | 0 – 4                                                                  | Marocco                                                                | Coppa araba FIFA 2021 - 1º turno                                       | 1                                                                      | 61’                                                                    |
| 7-12-2021                                                              | Doha                                                                   | Marocco                                                                | 1 – 0                                                                  | Arabia Saudita                                                         | Coppa araba FIFA 2021 - 1º turno                                       | -                                                                      |                                                                        |
| 12-12-2021                                                             | Doha                                                                   | Marocco                                                                | 2 – 2 dts (5 – 7 dtr)                                                  | Algeria                                                                | Coppa araba FIFA 2021 - Quarti di finale                               | -                                                                      | 61’                                                                    |
| 10-1-2022                                                              | Yaoundé                                                                | Marocco                                                                | 1 – 0                                                                  | Ghana                                                                  | Coppa d'Africa 2021 - 1º turno                                         | -                                                                      | 90’                                                                    |
| 30-1-2022                                                              | Yaoundé                                                                | Egitto                                                                 | 2 – 1 dts                                                              | Marocco                                                                | Coppa d'Africa 2021 - Quarti di finale                                 | -                                                                      | 66’                                                                    |
| 1-6-2022                                                               | Cincinnati                                                             | Stati Uniti                                                            | 3 – 0                                                                  | Marocco                                                                | Amichevole                                                             | -                                                                      | 70’                                                                    |
| 13-6-2022                                                              | Casablanca                                                             | Liberia                                                                | 0 – 2                                                                  | Marocco                                                                | Qual. Coppa d'Africa 2023                                              | -                                                                      | 75’                                                                    |
| 22-3-2024                                                              | Agadir                                                                 | Marocco                                                                | 1 – 0                                                                  | Angola                                                                 | Amichevole                                                             | -                                                                      | 65’                                                                    |
| 26-3-2024                                                              | Agadir                                                                 | Marocco                                                                | 0 – 0                                                                  | Mauritania                                                             | Amichevole                                                             | -                                                                      | 76’                                                                    |
| 7-6-2024                                                               | Agadir                                                                 | Marocco                                                                | 2 – 1                                                                  | Zambia                                                                 | Qual. Mondiali 2026                                                    | -                                                                      | 64’                                                                    |
| 11-6-2024                                                              | Agadir                                                                 | Marocco                                                                | 6 – 0                                                                  | Rep. del Congo                                                         | Qual. Mondiali 2026                                                    | 1                                                                      | 61’                                                                    |
| 6-9-2024                                                               | Agadir                                                                 | Marocco                                                                | 4 – 1                                                                  | Gabon                                                                  | Qual. Coppa d'Africa 2025                                              | -                                                                      | 68’                                                                    |
| 9-9-2024                                                               | Agadir                                                                 | Lesotho                                                                | 0 – 1                                                                  | Marocco                                                                | Qual. Coppa d'Africa 2025                                              | -                                                                      | 70’                                                                    |
| 12-10-2024                                                             | Oujda                                                                  | Marocco                                                                | 5 – 0                                                                  | Rep. Centrafricana                                                     | Qual. Coppa d'Africa 2025                                              | 1                                                                      | 32’                                                                    |
| 15-10-2024                                                             | Oujda                                                                  | Rep. Centrafricana                                                     | 0 – 4                                                                  | Marocco                                                                | Qual. Coppa d'Africa 2025                                              | -                                                                      | 53’ 67’                                                                |
| 19-11-2024                                                             | Oujda                                                                  | Marocco                                                                | 7 – 0                                                                  | Lesotho                                                                | Qual. Coppa d'Africa 2025                                              | 2                                                                      | 63’                                                                    |
| 21-3-2025                                                              | Oujda                                                                  | Niger                                                                  | 1 – 2                                                                  | Marocco                                                                | Qual. Mondiali 2026                                                    | -                                                                      | 56’                                                                    |
| 25-3-2025                                                              | Oujda                                                                  | Marocco                                                                | 2 – 0                                                                  | Tanzania                                                               | Qual. Mondiali 2026                                                    | -                                                                      | 71’                                                                    |
| 6-6-2025                                                               | Fès                                                                    | Marocco                                                                | 2 – 0                                                                  | Tunisia                                                                | Amichevole                                                             | -                                                                      | 58’                                                                    |
| 9-6-2025                                                               | Fès                                                                    | Marocco                                                                | 1 – 0                                                                  | Benin                                                                  | Amichevole                                                             | -                                                                      | 71’                                                                    |
| Totale                                                                 |                                                                        | Presenze                                                               | 29                                                                     |                                                                        | Reti                                                                   | 10                                                                     |                                                                        |

| Cronologia completa delle presenze e delle reti in nazionale ― Marocco olimpica | Cronologia completa delle presenze e delle reti in nazionale ― Marocco olimpica | Cronologia completa delle presenze e delle reti in nazionale ― Marocco olimpica | Cronologia completa delle presenze e delle reti in nazionale ― Marocco olimpica | Cronologia completa delle presenze e delle reti in nazionale ― Marocco olimpica | Cronologia completa delle presenze e delle reti in nazionale ― Marocco olimpica | Cronologia completa delle presenze e delle reti in nazionale ― Marocco olimpica | Cronologia completa delle presenze e delle reti in nazionale ― Marocco olimpica |
| Data                                                                            | Città                                                                           | In casa                                                                         | Risultato                                                                       | Ospiti                                                                          | Competizione                                                                    | Reti                                                                            | Note                                                                            |
| ------------------------------------------------------------------------------- | ------------------------------------------------------------------------------- | ------------------------------------------------------------------------------- | ------------------------------------------------------------------------------- | ------------------------------------------------------------------------------- | ------------------------------------------------------------------------------- | ------------------------------------------------------------------------------- | ------------------------------------------------------------------------------- |
| 24-7-2024                                                                       | Saint-Etienne                                                                   | Argentina olimpica                                                              | 1 – 2                                                                           | Marocco olimpica                                                                | Olimpiadi 2024 - 1º turno                                                       | 2                                                                               | 70’                                                                             |
| 27-7-2024                                                                       | Saint-Etienne                                                                   | Ucraina olimpica                                                                | 2 – 1                                                                           | Marocco olimpica                                                                | Olimpiadi 2024 - 1º turno                                                       | 1                                                                               | 87’                                                                             |
| 30-7-2024                                                                       | Nizza                                                                           | Marocco olimpica                                                                | 3 – 0                                                                           | Iraq olimpica                                                                   | Olimpiadi 2024 - 1º turno                                                       | 1                                                                               | 62’                                                                             |
| 2-8-2024                                                                        | Parigi                                                                          | Marocco olimpica                                                                | 4 – 0                                                                           | Stati Uniti olimpica                                                            | Olimpiadi 2024 - Quarti di finale                                               | 1                                                                               | 80’                                                                             |
| 5-8-2024                                                                        | Marsiglia                                                                       | Marocco olimpica                                                                | 1 – 2                                                                           | Spagna olimpica                                                                 | Olimpiadi 2024 - Semifinale                                                     | 1                                                                               | 37’                                                                             |
| 8-8-2024                                                                        | Nantes                                                                          | Egitto olimpica                                                                 | 0 – 6                                                                           | Marocco olimpica                                                                | Olimpiadi 2024 - Finale 3º posto                                                | 2                                                                               |                                                                                 |
| Totale                                                                          |                                                                                 | Presenze                                                                        | 6                                                                               |                                                                                 | Reti                                                                            | 8                                                                               |                                                                                 |

## Palmarès

### Club

#### Competizioni nazionali
- Campionato marocchino: 1

Raja Casablanca: 2019-2020
- Coppa di Lega (Emirati Arabi Uniti): 1

Al-Ain: 2021-22
- Campionato emiratino: 1

Al-Ain: 2021-22

#### Competizioni internazionali
- CAF Confederation Cup: 2

Raja Casablanca: 2018, 2020-2021
- Supercoppa CAF: 1

Raja Casablanca: 2019
- Coppa dei Campioni araba per club: 1

Raja Casablanca: 2019-2020
- AFC Champions League: 1

Al-Ain: 2023-2024

### Nazionale
- Campionato delle Nazioni Africane: 1

Camerun 2020
- Bronzo olimpico: 1

Parigi 2024

### Individuale
- Miglior giocatore del Campionato marocchino: 1

2020
- Miglior giocatore del Campionato delle Nazioni Africane: 1

2020
- Capocannoniere del Campionato delle Nazioni Africane: 1

2020 (5 gol)
- Capocannoniere dell'AFC Champions League: 1

2023-2024 (13 reti)
- Miglior giocatore dell'AFC Champions League: 1

2023-2024
- Capocannoniere dei Giochi olimpici: 1

Parigi 2024 (8 gol)
- Capocannoniere della Coppa Intercontinentale FIFA: 1

2024 (2 reti)
- Miglior marcatore internazionale dell'anno IFFHS: 1

2024